# Zulte (gmina)
Zulte – miejscowość i gmina (gemeente) w Belgii, w Regionie Flamandzkim, w prowincji Flandria Wschodnia, w okręgu Gandawa.

## Podział administracyjny
W skład gminy wchodzą dwie dzielnice (deelgemeente):
- Machelen
- Olsene

## Demografia
- Źródła: NIS, od 1806 do 1981= według spisu; od 1990 liczba ludności w dniu 1 stycznia

1 stycznia 2024 całkowita populacja Zulte liczyła 16 095 osób. Łączna powierzchnia gminy wynosi 32,76 km², co daje gęstość zaludnienia 491 mieszkańców na km².

## Współpraca
Miejscowość partnerska:
- Halluin, Francja